# Sandflughuhn
Das Sandflughuhn (Pterocles orientalis) ist ein Vogel aus der Familie der Flughühner.

## Merkmale
Mit einer Körperlänge von 30 bis 35 cm und einer Flügelspannweite von 60 bis 65 cm ist das Sandflughuhn eine der größten Vogelarten ihres Lebensraumes.
Die Gestalt ist taubenähnlich, das Gefieder erinnert an Feldhühner.
Das Männchen ist unterseits schwarz gefärbt; oberseits grau mit gelbbrauner und rötlicher Zeichnung. Kopf und Hals sind grau. Auf der kastanienbraunen Kehle befindet sich ein schwarzer Fleck. Über die gelbbraune Brust zieht sich ein schwarzes Band.
Das Weibchen ist kräftiger gestreift, auch an Kopf und Hals.
Der Flugruf des Vogels ist ein rollendes, fast trillerndes „tjürr-re-ka“.

## Vorkommen
Das Verbreitungsgebiet des Sandflughuhns erstreckt sich von der iberischen Halbinsel und Nordafrika über den Mittelmeerraum bis nach Zentralasien und weiter ostwärts bis nach Nordwestindien und Nepal. Die Populationen in Kleinasien ziehen zum Überwintern in die arabischen Wüstengebiete.
Der Vogel ist ein Bodenbewohner von Trockenregionen, offene Wüstengebiete meidet er jedoch. Am häufigsten ist das Sandflughuhn in weiten Ebenen in der Nähe landwirtschaftlicher Anbauflächen, wie Getreidefeldern, anzutreffen.

## Verhalten
Der aufmerksame und scheue Vogel ernährt sich vorwiegend von Sämereien und Körnern.
Zum Trinken fliegt das Sandflughuhn in Schwärmen meist morgens oft über weite Strecken zu Wasserlöchern, Teichen und Flüssen.

## Fortpflanzung

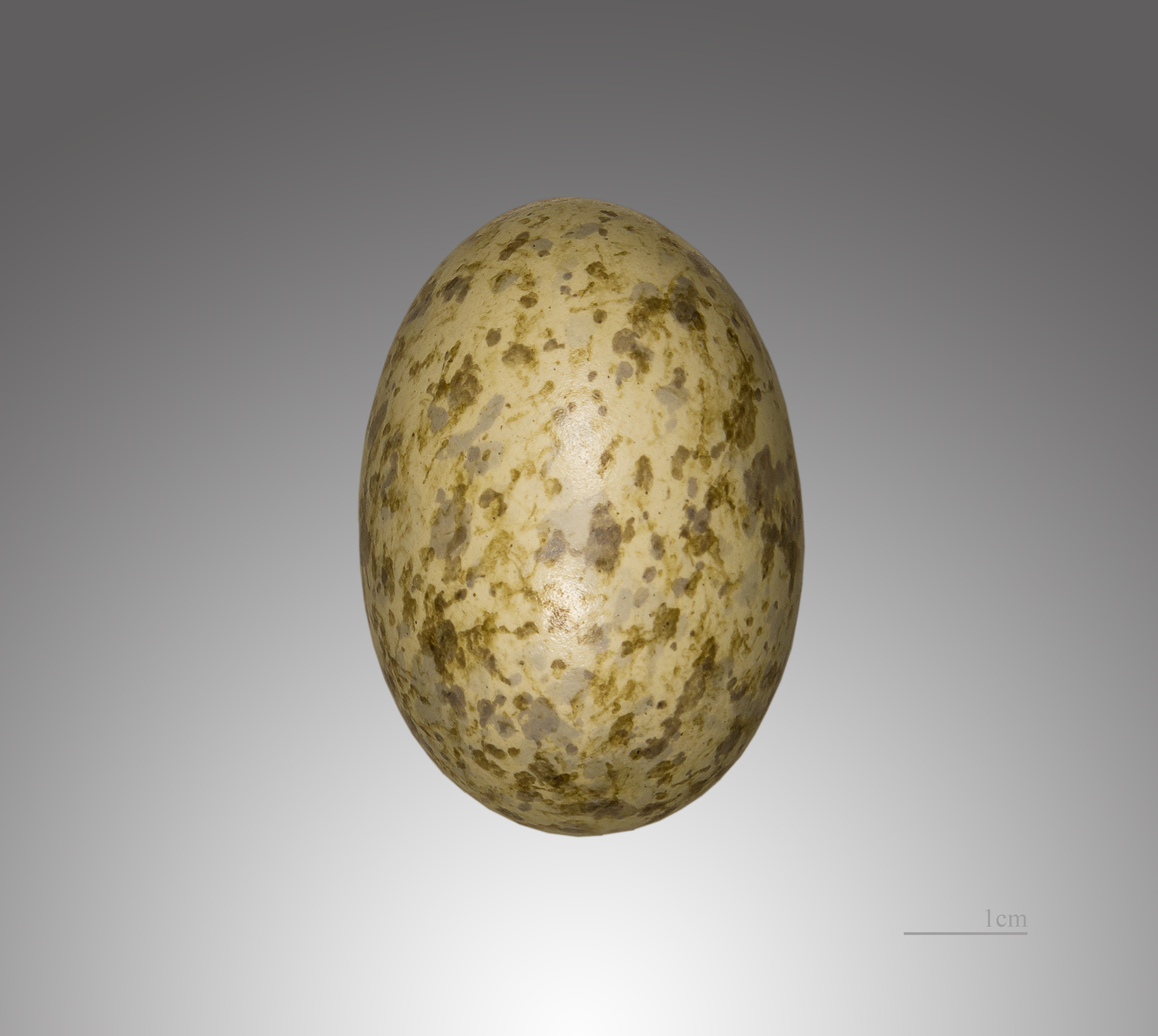
Ei des Sandflughuhns

Das Weibchen legt meist drei Eier in eine flache, offene Bodenmulde. Beide Altvögel bebrüten die Eier rund vier Wochen lang und teilen sich die Aufzucht der Küken.
Die Jungen sind Nestflüchter, die sofort selbstständig nach Nahrung suchen können. Sie werden aber auch noch von den Eltern aus dem Kropf versorgt. Wasser wird, in der Regel vom Männchen, im Bauchgefieder zu den Jungvögeln transportiert.

## Bestand
Durch intensive Bodennutzung geht der Bestand zurück.
Das Sandflughuhn wird darüber hinaus wegen seines schmackhaften Fleisches in Teilen des Verbreitungsgebietes bejagt.